# Antônio Proost Rodovalho
Antônio Proost Rodovalho (São Paulo, 27 de janeiro de 1838 - São Paulo, 30 de dezembro de 1913) foi um empresário e político brasileiro.
O coronel Rodovalho foi o fundador da Associação Comercial e Agrícola de São Paulo (atual Associação Comercial de São Paulo) e da empresa Melhoramentos.

## Biografia
Filho do capitão Joaquim Tavares Rodovalho e d. Henriqueta Proost Rodovalho, Antônio Proost nasceu no ano de 1838 na capital da província de São Paulo. Com apenas 12 anos de idade começou a trabalhar no comércio local e aos 25 anos já era sócio das empresas Joaquim Proost Rodovalho & Cia, José Proost Souza Rodovalho & Cia. e da João Proost Rodovalho & Cia.
Com uma vasta experiência no comércio, como empresário do setor atacadista de açúcar, sal e café, Antônio Proost participou da fundação e da diretoria de várias empresas, entre elas destacamos: Banco Comercial de São Paulo; Caixa Econômica e Monte de Socorro; Companhia de Estradas de Ferro Ituana; Companhia de Estradas de Ferro São Paulo-Rio de Janeiro, Companhia Ítalo Paulista. Em 1875 foi nomeado gerente tesoureiro da Caixa Filial do Banco do Brasil e neste cargo atuou até 1886. Também incentivou a abertura de empresas estratégias para a província, como a Fábrica de Tecidos Anhaia & Cia, Serraria Sydow, Companhia de Gás de São Paulo e Companhia Cantareira de Águas e Esgotos. Com o seu filho, Proost fundou a empresa Rodovalho Jr. Horta & Cia. e explorou o serviço funerário da cidade de São Paulo, inovando por completo este setor.
Foi proprietário da Fazenda Caieiras e em suas terras surgiu um importante pólo industrial para a época, com o nascimento de indústrias de cimento, louça, serraria, cerâmica e papel (a Companhia Melhoramentos de São Paulo, inaugurada em 12 de setembro de 1890).
Na política Proost Rodovalho foi camarista do município de São Paulo, chegando à presidente da Câmara entre 1866 e 1870, além de ter sido o intendente de finanças de São Paulo em 1896. Militante do Partido Conservador, participou da propaganda abolicionista e foi um dos primeiros a apoiar a República, após 1889.
Fez parte da Guarda Nacional e participou da Guerra do Paraguai e em 1868 foi promovido a Coronel.
Nos últimos anos do século XIX o Brasil sofria profundas mudanças: a Proclamação da República (1889); a expansão da lavoura cafeeira e da indústria; o aumento das exportações; o surgimento de bancos e lojas comerciais; a ampliação das obras públicas. Todas estas questões, aliado aos problemas políticos, como o arrocho governamental do governo da união entre 1889 a 1892 resultando na falência de inúmeras empresas, forçou a sociedade empresarial do estado de São Paulo, que se tornou o principal eixo econômico do país, a ter sua voz e opinião debatidas entre todos e foi neste contexto que o coronel Antônio Proost Rodovalho liderou um grupo de aproximadamente 300 empresários a criar a Associação Comercial e Agrícola de São Paulo (anos depois rebatizada para Associação Comercial de São Paulo) no dia 7 de dezembro de 1894. Em 25 de janeiro de 1895 Rodovalho foi eleito o presidente desta nova entidade.
Além de empresário e político, o coronel Rodovalho destacou-se por seu espírito altruísta. Foi provedor e prestou relevantes serviços para algumas instituições, como: Santa Casa de Misericórdia de São Paulo; Irmandade do Santíssimo Sacramento; Irmandade da Ordem Terceira de São Francisco; Sociedade Portuguesa de Beneficência.
Os últimos anos do século XIX e início do século XX foram difíceis para os negócios de Rodovalho e desta maneira ele distanciou-se dos demais empreendimentos para concentrar-se na empresa que mantinha com o filho, que além de explorar os serviços funerários, também oferecia serviços de aluguel de carros e mecânica, funilaria e pintura e pouco tempo depois passou a importar automóveis franceses Renault, Berliet e Peugeot, italianos da Fiat, ingleses da Daimler e o modelo norte-americano Cunningham.
Apesar de ter manuseado enormes somas em dinheiro ao longo de sua vida, o coronel Antônio Proost Rodovalho morreu pobre no dia 30 de dezembro de 1913, aos 75 anos de idade.